# Hirske
Hirske (en ukrainien : Гірське, en russe : Горское, Gorskoïe) est une ville minière de l'oblast de Louhansk, en Ukraine. Sa population s'élevait à 10 131 habitants en 2013. Elle fait partie de la république populaire de Lougansk depuis 2014.

## Géographie
Hirske est située dans le Donbass, en Ukraine, à 6 km au nord de Zolote, à 11 km au nord de Pervomaïsk, 64 km au nord-ouest de Louhansk et à 605 km au sud-est de Kyïv.

## Administration
La ville de Hirske fait partie de la municipalité de Pervomaïsk qui comprend également les villes de Pervomaïsk et Zolote, ainsi que les communes urbaines de Hyjne et Tochkivka.

## Histoire
Hirske est fondé en 1898 à l'emplacement du village de Hirske-Ivanovka et a le statut de ville depuis 1938. La ville est occupée par l'armée allemande du Troisième Reich le 11 juillet 1942 et libérée par l'Armée rouge le 8 février 1943. Mais elle est occupée à nouveau le 3 mars 1943 et libérée six mois plus tard, le 3 septembre 1943 au cours de l'opération Donbass.
À partir de la mi-avril 2014, les séparatistes de la République populaire de Lougansk s'emparent de plusieurs villes de l’oblast de Louhansk, y compris Hirske,,.
Le 13 août 2014, les forces ukrainiennes gouvernementales récupèrent la ville des séparatistes ukrainiens pro-russes. Cependant, le 24 Juin 2022 la ville est reprise à nouveau par les forces armées de la RPL lors de la Bataille de Tochkivka.

## Population
| 1939    | 1959    | 1970    | 1979    | 1989    |
| ------- | ------- | ------- | ------- | ------- |
| 12 179* | 17 932* | 15 805* | 14 657* | 13 559* |

| 2001    | 2010   | 2011   | 2012   | 2013   |
| ------- | ------ | ------ | ------ | ------ |
| 11 473* | 10 428 | 10 317 | 10 216 | 10 131 |

## Économie
La principale activité économique est l'extraction du charbon par la mine « Gorskaïa » (en russe : Горская) de la société Pervomaïskougol (en russe : Первомайскуголь).